# 第七次十字军东征
第七次十字軍東征（1248年－1254年），由法國国王路易九世發動，教宗英诺森四世支持，遠征埃及。
十字军在1249年登陸埃及，攻佔位於开罗北方的杜姆亚特，但卻陷入被瘟疫折磨的境況。熬过瘟疫後，十字军進攻开罗，但是被由将领拜巴尔率领的欽察奴隶骑兵（马穆路克）打败。结果，路易九世的弟弟阿圖瓦伯爵羅貝爾一世被杀，路易九世於1250年4月在曼蘇拉（Mansura）被俘。
1250年5月，當時的埃及苏丹被其馬穆路克軍官推翻，新統治者允許法國以大筆贖金贖回路易九世。路易九世獲釋後前往仍由十字軍控制的阿卡，繼續留在黎凡特，直到1254年才回國。

## 圣路易的出发
1248年8月，路易九世率约1万名士兵从法国南部新建的港口艾格莫尔特出发，首站抵达塞浦路斯，他计划以埃及为主要目标。威尼斯因担忧与埃及的贸易受损而拒绝援助，路易九世转而依靠热那亚和马赛的舰队完成运输。此次东征筹备历时三年，通过征收十字军税、与英格兰的亨利三世达成和平协议及与神圣罗马帝国皇帝腓特烈二世——现任耶路撒冷国王的父亲协调等内政外交手段，确保了国内稳定。
1248年9月，十字军抵达塞浦路斯后与其他军队会合，一致决定效仿第五次十字军东征中1218年用达米埃塔换取耶路撒冷的策略，先攻埃及。尽管路易九世希望速战速决，但骑士团大团长们以冬季风暴危险为由劝阻，最终决定暂缓行动，等待气候转好。